# Joseph Friedrich August Darbes

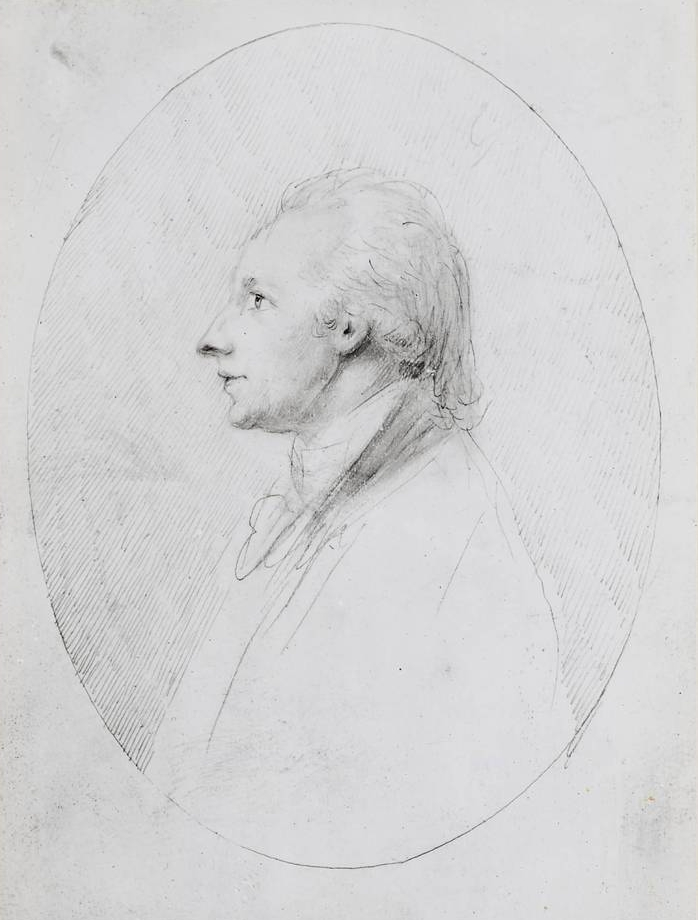
Selbstporträt von Joseph Friedrich August Darbes (Graphit, Kupferstichkabinett Dresden)

Joseph Friedrich August Darbes, auch d’Arbes (* 29. September 1747 in Hamburg; † 26. Juni 1810 in Berlin), war ein deutscher Porträtmaler.

## Leben
Darbes war der Sohn des Operettenkomponisten und Theaterdichters Francesco d’Arbes in Hamburg, der etwa 1748 nach Kopenhagen zog und dort Gemäldehändler wurde. Insofern genoss er um 1759 in Kopenhagen akademischen Zeichenunterricht bei Johann Martin Preissler und besuchte ab 1761 die Malerklasse von Carl Gustaf Pilo. Er arbeitete seine Porträts unter anderem als Ölgemälde, als Pastellbilder und als Miniaturmalerei auf Pergament. Nach ausgedehnten Reisen durch Europa (Studienreisen in Deutschland, Holland und Frankreich) war er in seiner ersten Schaffensphase ab 1773 am russischen Hof in St. Petersburg und in Kurland tätig und ging von dort 1785 nach Berlin, wo er auch am preußischen Hof tätig war. Darbes war seit 1786 Professor der Porträtmalerei und Mitglied der Preußischen Akademie der Künste. Auf den Ausstellungen der Berliner Akademie war er ab 1786 regelmäßig vertreten. Seine Porträts gelangten in die Residenzen des europäischen Hochadels und die entsprechenden Kunstsammlungen und -Museen. Darbes wurde im Baltikum als Mitglied der Rigaer Loge „Zum Schwert“ Freimaurer und in St. Petersburg Illuminat. In Berlin war Darbes als Freimaurer Mitglied der Großen Loge von Preußen genannt Royal York zur Freundschaft.